# 양성매념
양성매념(兩性魅念 bi-curious)이란 스스로 양성애자나 동성애자가 아니면서 이성 및 동성과의 연애 및 성적 관계에 호기심을 갖는 사람, 또는 그런 생각이나 취향을 말한다. 또한, 스스로의 정체성을 동성애자로 정의하면서도 이성과의 사랑 및 성적 관계에 호기심을 보이는 사람도 해당된다.